# Sambikerep
Sambikerep é um kecamatan (subdistrito) da cidade de Surabaia, na Província Java Oriental, Indonésia.

## Keluharan
Sambikerep possui 4 keluharan:
- Bringin
- Made
- Lontar
- Sambikerep